# باركر بريدويل
باركر بريدويل (بالإنجليزية: Parker Bridwell)‏ هو لاعب كرة قاعدة أمريكي، ولد في 2 أغسطس 1991 في هيرفورد في الولايات المتحدة.

## وصلات خارجية
- باركر بريدويل على موقع دوري كرة القاعدة الرئيسي (الإنجليزية)
- باركر بريدويل على موقعبيزبول رفرنس.كوم (الدوري الرئيسي) (الإنجليزية)
- باركر بريدويل على موقعبيزبول رفرنس.كوم (الدوري الثانوي) (الإنجليزية)
- باركر بريدويل على موقع إي إس بي إن.كوم (أم.أل.بي) (الإنجليزية)
- باركر بريدويل على موقع مشجعي الرسوم البيانية (الإنجليزية)